# 江藤酸素
江藤酸素株式会社（えとうさんそ）は、大分県大分市に本社を置き、産業用ガス・医療用ガス等の製造・販売を行う化学メーカーである。

## 概要
大分県を拠点に九州一円に販売拠点を有しており、売上高は高圧ガス溶材商社としては九州で1位。また、2016年10月期の売上高は17,371百万円で、大分県内の企業で27位。

## 沿革
- 1946年（昭和21年）10月 - 大分県佐伯市で江藤酸素店として開業。
- 1958年（昭和33年）5月 - 江藤酸素株式会社に改組。
- 1962年（昭和37年）12月 - 大分県大分市に大分工場開設。溶解アセチレン、圧縮酸素の製造開始。
- 1969年（昭和44年）11月 - 本社を大分県大分市に移転。
- 1970年（昭和45年）4月 - 新日鐵大分製鐵所構内に高圧ガス配給センター並びに酸素工場開設。
- 1970年（昭和45年）6月 - 大分県佐伯市に佐伯工場開設。圧縮酸素の製造開始。
- 1981年（昭和56年）8月 - 三井造船大分事業所に三井メンテ作業所を開設。
- 1986年（昭和61年）8月 - 本社社屋新築落成。
- 1996年（平成8年）10月 - 技術・工場事務所新築落成。
- 2000年（平成12年）10月 - ISO 9001を認証取得。
- 2004年（平成16年）1月 - ISO 14001を認証取得。
- 2006年（平成18年）9月 - 佐伯市に佐伯医療ガスセンター開設。
- 2006年（平成18年）9月 - ISO 13485を認証取得。
- 2006年（平成18年）10月 - 創業60周年。本社前にガス灯設置。
- 2006年（平成18年）12月 - 本社に大分医療ガスセンター開設。
- 2007年（平成19年）4月 - 台湾江藤科技股有限公司設立。
- 2007年（平成19年）8月 - 大連江藤貿易有限公司設立。
- 2008年（平成20年）3月 - 上海江藤貿易有限公司設立。
- 2009年（平成21年）4月 - 新日鐵大分製鐵所構内にSEGセンターを開設（事業継承）。
- 2010年（平成22年）4月 - 株式会社SEG設立。
- 2010年（平成22年）5月 - 大連新科気体開発有限公司を買収。
- 2012年（平成24年）2月 - 釜山江藤株式会社設立。
- 2013年（平成25年）9月 - ベトナム江藤有限会社を設立。